# فلامینگو
فلامینگو، بال‌آتشی، مُرغ آتشی، و همچنین مرغ حسینی، سرخاب یا غاز سرخ پرنده‌ای از راستهٔ بال‌آتشی‌سانان است.
فلامینگو پرنده‌ای است با پاهای دراز و منقاری خمیده و گردنی بلند خمیده، آبچر با بدنی بسیار کشیده و پر و بالی به رنگ‌های سفید و صورتی است.

در پروازها پاها و گردنش کشیده و قدری پایین‌تر از سطح بدن قرار می‌گیرد. بالهایش ترکیب زیبایی از رنگهای سرخ و سیاه است. پرنده نابالغ قهوه‌ای مایل به خاکستری چرک است. فلامینگو به آرامی راه می‌رود و درحالی‌که سر و منقار خودرا در آب کم عمق فرو برده تغذیه می‌کند. فلامینگو از ۰/۹ تا ۱/۵ متر بلندی دارد. بیشتر فلامینگوها حلزون و گیاهان آبی را می‌خورند. این پرندگان به صورت دست جمعی و در دسته‌های چند هزارتایی زندگی می‌کنند.
راستهٔ بال‌آتشی‌سانان که فلامینگو به آن تعلق دارد، از پرندگان آبزی و بزرگ‌جثه هستند که غذا را از نوک خمیده و صافی‌مانند خود می‌گذرانند.
فلامینگو شاید شاخص‌ترین پرنده آبچر در جهان هست. پر و بال بنفش-قرمز، خود به تنهایی این پرنده را از سایر پرنده‌ها مجزا می‌کند. فلامینگوها در هر قاره‌ای جز قطب جنوب زندگی می‌کنند.

## گونه‌ها
| گونه                             | منطقه جغرافیایی | منطقه جغرافیایی                                      |
| -------------------------------- | --------------- | ---------------------------------------------------- |
| فلامینگوی بزرگ (P. roseus)       | دنیای قدیم      | بخش‌هایی از آفریقا، جنوب اروپا و جنوب و جنوب غرب آسیا |
| فلامینگوی کوچک (P. minor)        | دنیای قدیم      | آفریقا تا شمال غرب هند                               |
| فلامینگوی شیلیایی (P. chilensis) | دنیای جدید      | جنوب آمریکایی جنوبی.                                 |
| فلامینگوی جیمز (P. jamesi)       | دنیای جدید      | ارتفاعات آند در پرو، شیلی، بولیوی و آرژانتین         |
| فلامینگوی آندی (P. andinus)      | دنیای جدید      | ارتفاعات آند در پرو، شیلی، بولیوی و آرژانتین         |
| فلامینگوی آمریکایی (P. ruber)    | دنیای جدید      | کارائیب و گالاپاگوس.                                 |

## جفت‌گیری
سالی یکبار جفتگیری می‌کند؛ و لانه‌ای گلین برای تخمگذاری می‌سازد. بیشتر فلامینگوهای ماده یک تخم در سوراخ لانه می‌گذارند ونر و ماده هردو به نوبت روی تخم می‌خوابند. پس از سی روز جوجه از تخم بیرون می‌آید. جوجه فلامینگو بعد از ۵ روز لانه را ترک می‌گوید و به گروه فلامینگوهای جوجه می‌پیوندد. اما برای تغذیه به لانه‌ای که در آن تولد یافته و پدر و مادر برایش خوراک آماده کرده‌اند بازمی‌گردد. بعد از دوهفته خود به جستجوی خوراک می‌پردازد. فلامینگو در محیط طبیعی از ۱۵ تا ۲۰ سال زندگی می‌کند. بیشتر پرنده‌شناسان فلامینگوها را به چهار گونه تقسیم کرده فلامینگوهای بزرگ در آفریقا، جنوب آسیا و اروپا و جنوب آمریکای جنوبی و هند غربی زندگی می‌کنند. فلامینگوهای کوچک در دره بزرگ نشستی کنیا و تانزانیا در آفریقا به سر می‌برند. فلامینگوهای دیگر دو گونه هستند. گونه کمیاب فلامینگوهای آندی و جیمس می‌باشند که در کرانهٔ دریاچه‌های بلند کوه‌های آند در آمریکای جنوبی به سر می‌برند. فلامینگوهای وحشی روزگاری در فلوریدای جنوبی می‌زیستند، اما مردم آن‌ها را به خاطر پرهای زیبایشان کشتند.

## زیستگاه
مرداب‌های ساحلی کم عمق. مانداب‌های حاصل طغیان دریاچه‌ها، لجن‌زارها و غیره به سر می‌برند.

## تغذیه
رژیم غذایی فلامینگو سخت پوستی به نام آرتمیا می‌باشد.

## پراکندگی در ایران
در دریاچهٔ ارومیه و در تابستان در فارس به سر می‌برند و ممکن است در خوزستان زاد و ولد کنند. در دریاچه پریشان واقع در شهرستان کازرون یکی از مهم‌ترین زیستگاه‌های فلامینگوهای ایرانی بوده‌است که در سال ۱۳۸۷ به‌طور کامل دریاچه به دلیل حفر چاه‌های غیرمجاز خشک شده و زیستگاه فلامینگوها نزدیک به ۱۴ سال است از بین رفته‌است.

## نگارخانه

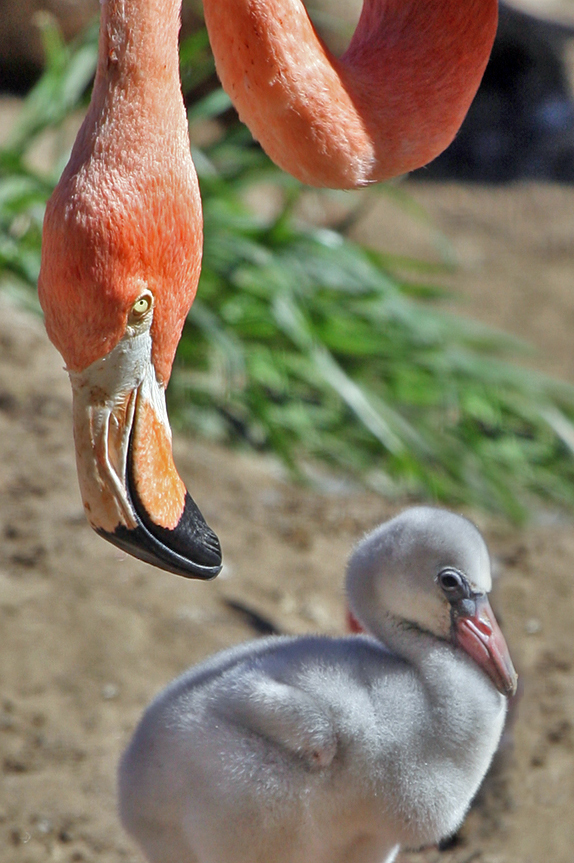
یک فلامینگو و جوجه‌اش
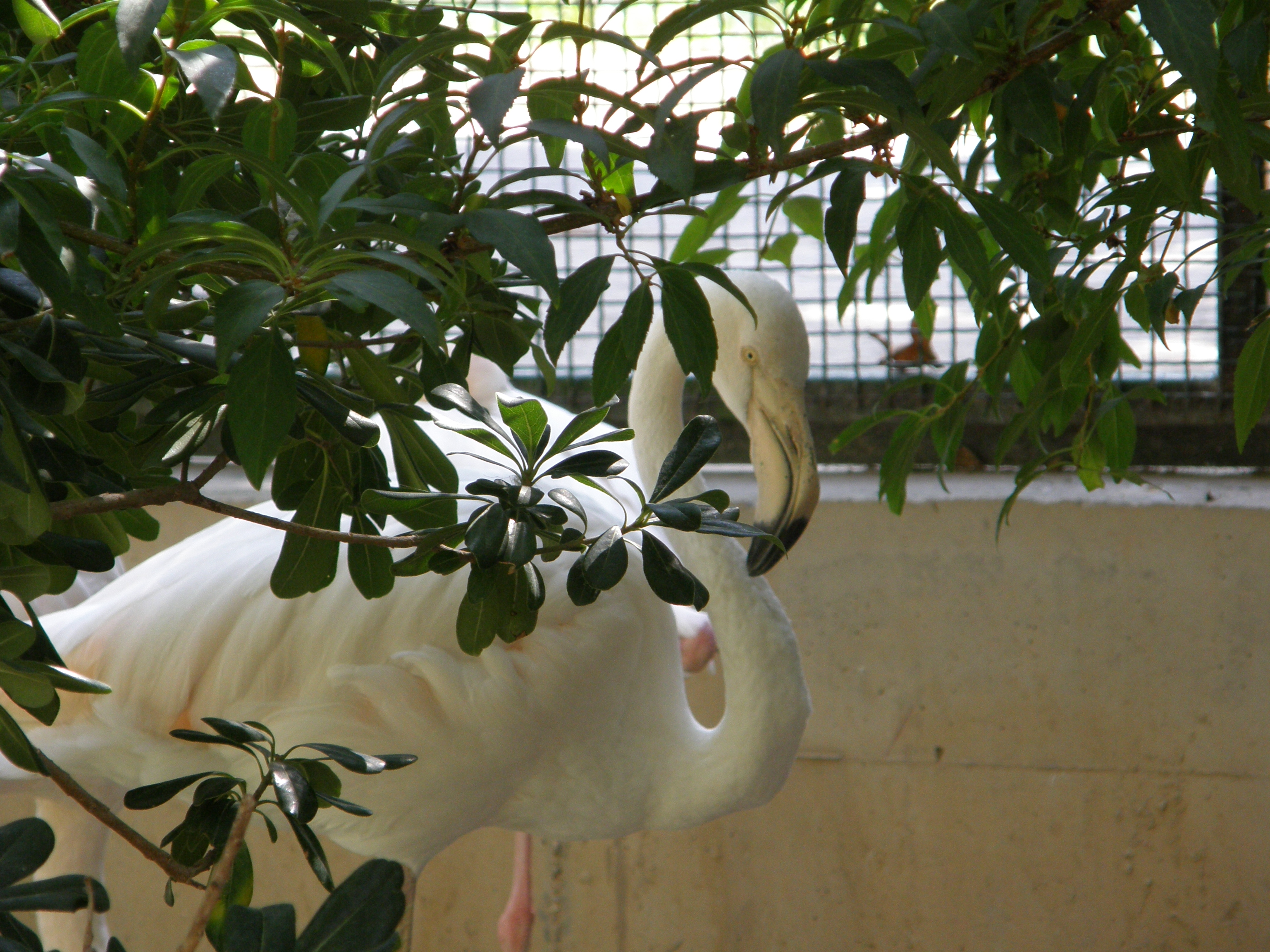
یک فلامینگو در باغ پرندگان اصفهان
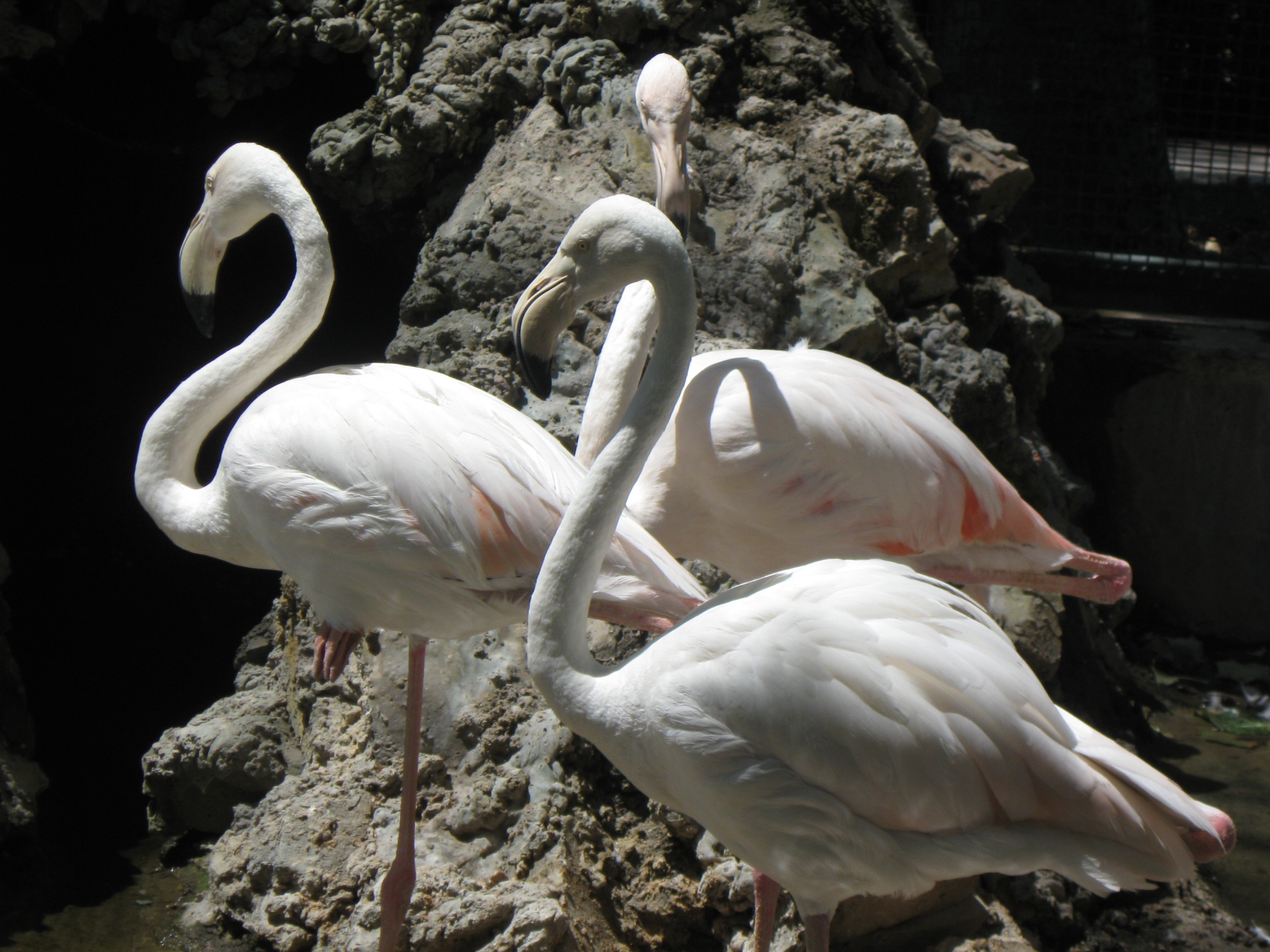
چند فلامینگو در باغ پرندگان اصفهان
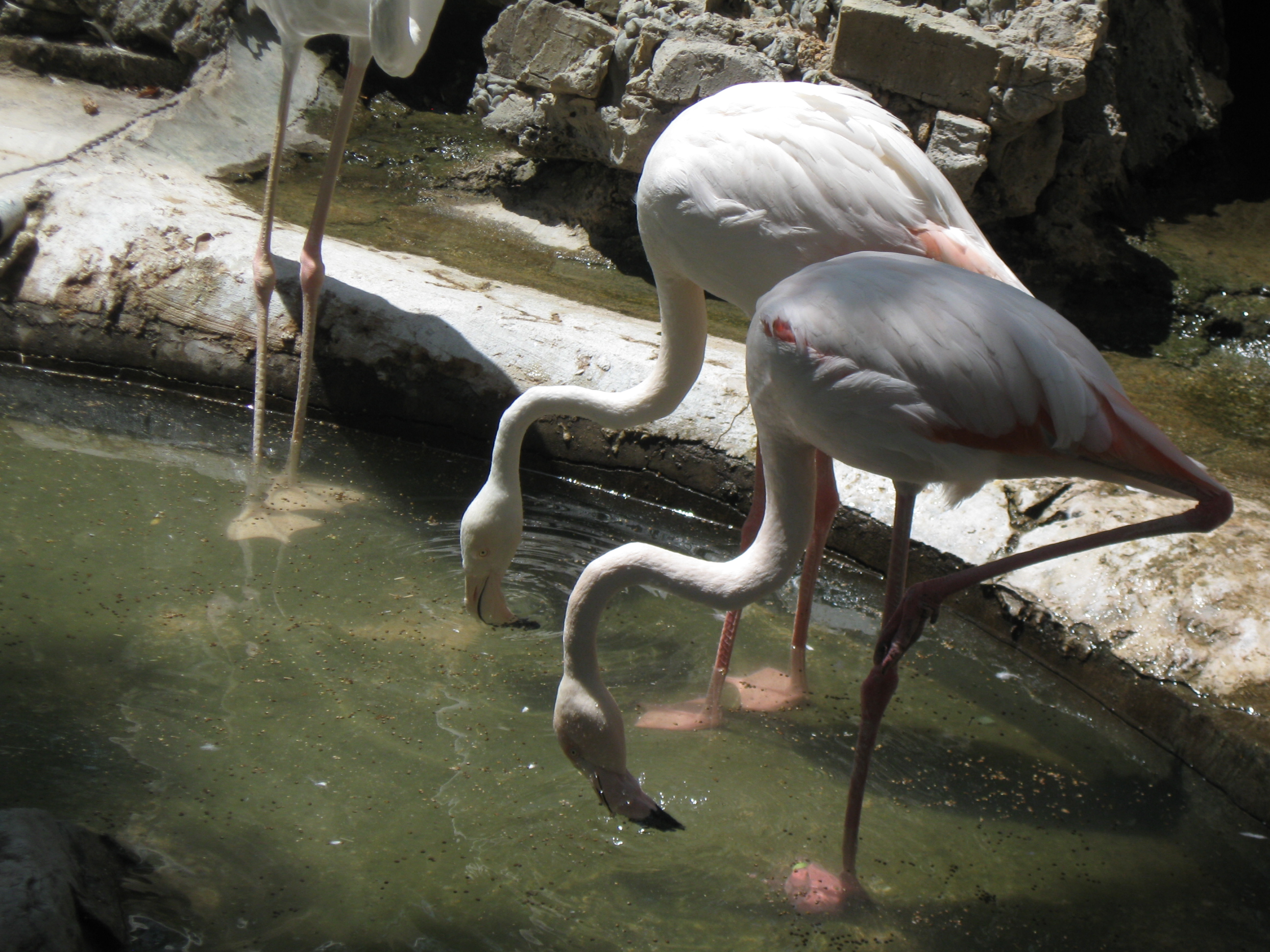
فلامینگوها در حال نوشیدن آب
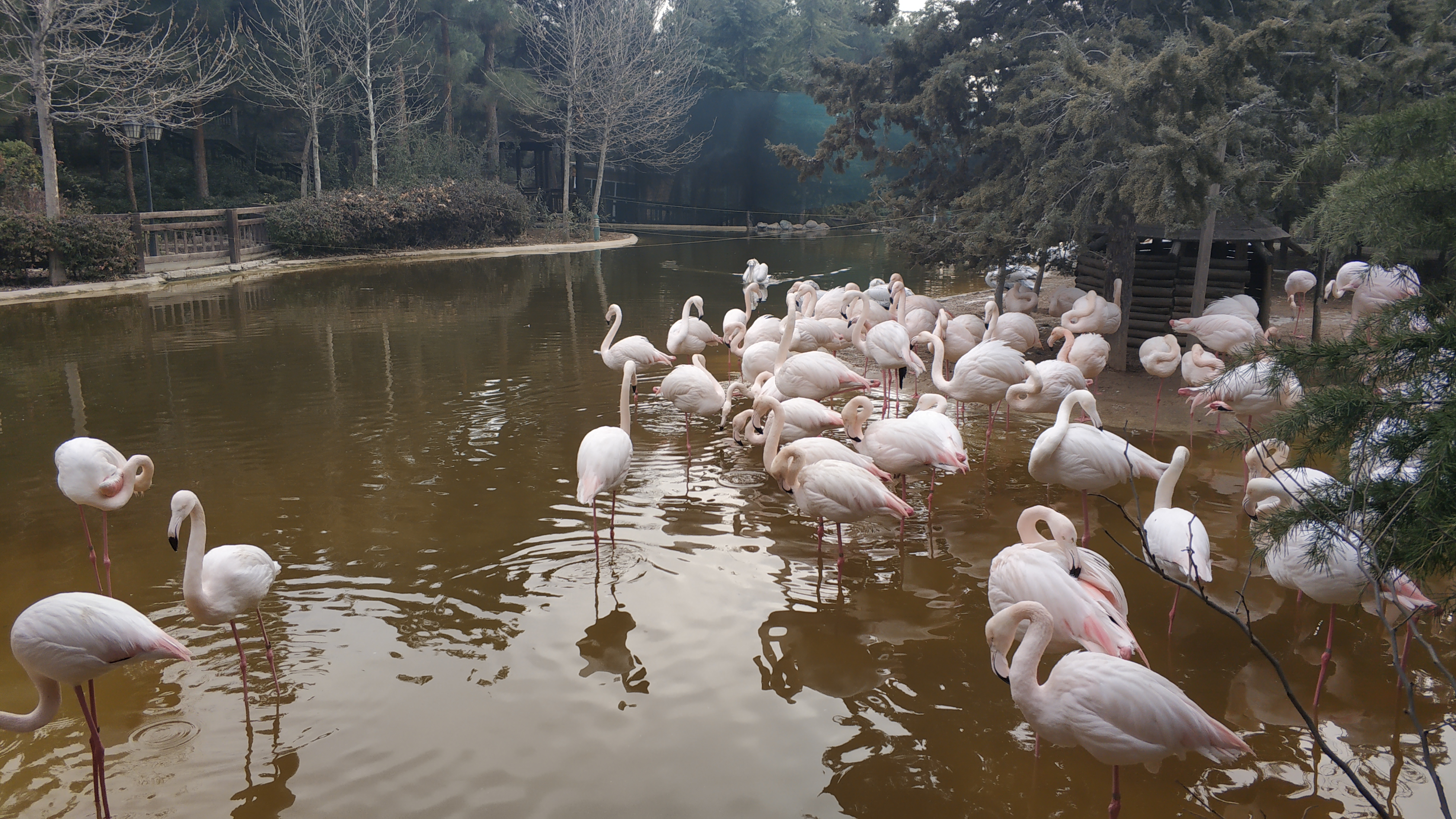
فلامینگوهای باغ پرندگان تهران